# Elektronska glasba
Elektronska glasba je skupno ime za glasbene sloge, ki uporabljajo elektronska glasbila in elektronsko produkcijsko tehniko za ustvarjanje zvokov. Poleg tega izraz obsega glasbo, ki nastane z uporabo elektromehanskih tehnik (t. i. elektroakustična glasba). Čista elektronska glasbila uporabljajo zvok, ki ga v celoti proizvedejo električna vezja, na primer elektronski oscilator, teremin ali sintetizator, medtem ko elektroakustična glasbila združujejo mehanske dele – strune, kladivca ipd. z elektronskimi komponentami, kot so odjemniki, močnostni ojačevalniki in zvočniki. Med slednje spadajo telharmoniji, Hammondove orgle in električne kitare.
V sodobnem svetu se pojem elektronska glasba uporablja kot sopomenka za elektronsko plesno glasbo in sorodne pop sloge v štiričetrtinskem taktu, ki so množično priljubljeni, za razliko od starejših, eksperimentalnih slogov elektronske glasbe, poznanih le med redkimi navdušenci.